# La Chapelle-Gonaguet
 La Chapelle-Gonaguet  (en occitano La Chapela de Gonaguet) es una población y comuna francesa, situada en la región de Aquitania, departamento de Dordoña, en el distrito de Périgueux y cantón de Saint-Astier.

## Demografía
| 348 | 307 | 331 | 421 | 703 | 863 |
| Para los censos de 1962 a 1999 la población legal corresponde a la población sin duplicidades (Fuente: INSEE [Consultar]) |     |     |     |     |     |